# Stadthalle Balingen
Die Stadthalle Balingen ist die Veranstaltungs- und Ausstellungshalle der Stadt Balingen im baden-württembergischen Zollernalbkreis. Die Betreibergesellschaft organisiert auch Veranstaltungen außerhalb der Halle.
Die Stadthalle ist ein Regiebetrieb der Stadt Balingen und zu 100 Prozent in deren Eigentum. Geschäftsführer ist Matthias Klein.

## Geschichte und Nutzung
Die Stadthalle Balingen in der Balinger Hirschberstraße wurde 1981 eröffnet. Im Jahr 2010 wurde die Halle modernisiert und erweitert. Sie eignet sich für Konzertveranstaltungen, Vorträge, Tagungen und Ausstellungen. Die Halle kann mit bis zu 1000 Personen bespielt werden. Ein angegliedertes Restaurant ist an einen privaten Betreiber verpachtet.
In der Stadthalle finden in mehrjährigem Abstand regelmäßig Kunstausstellungen mit überregionaler Bedeutung statt. Die Ausstellungen haben wechselnde Schwerpunkte, in der Vergangenheit zum Beispiel Marc Chagall, Pablo Picasso, Joan Miró, Gustav Klimt, Erich Heckel, Paul Klee oder Ernst Ludwig Kirchner. Vom 15. August bis zum 4. Oktober 2020 zeigte die Stadthalle eine Retrospektive des New Yorker Pop-Art-Künstlers James Rizzi.
Das Hallenbad der Stadt befindet sich im gleichen Gebäudekomplex.